# Treinta Camaradas
Treinta Camaradas (birmano: ရဲဘော်သုံးကျိပ်) es el nombre con que se conoce a un grupo de jóvenes independentistas birmanos que constituyeron en la década de 1940 el embrión del ejército birmano moderno conocido como el Ejército de Independencia Birmano (IEB), conformado para luchar por la independencia de Gran Bretaña. Esto ocurrió justo antes de que la mayoría de los Treinta Camaradas regresaran con el invasor Ejército Imperial Japonés a través del sur de Birmania, en diciembre de 1941.

## Historia
En abril de 1941, un grupo de jóvenes birmanos dejaron su país en secreto para obtener entrenamiento militar para luchar contra los británicos para lograr la independencia nacional. Su líder era el thakin Aung San, y fueron enviados por Dobama Asiayone («Asociación Nosotros los Birmanos») con la intención de conseguir asistencia de parte de los comunistas chinos. Por una cuestión del destino, sin embargo, terminaron reuniéndose con los japoneses en Amoy, llegaron a Japón y luego volaron a la isla de Hainan, China (que estaba por entonces bajo ocupación japonesa), para recibir formación militar por el Ejército Imperial Japonés. Más tarde fueron movilizados a Formosa por razones de seguridad y posteriormente regresados a Birmania a través de Vietnam y Tailandia en conjunto con el ejército nipón. El 26 de diciembre de 1941, en una casa de propiedad de un médico birmano en Bangkok, aproximadamente veinticinco de los Treinta Camaradas se extrajeron sangre de sus brazos con una única jeringa, la vertieron a un bol de plata del cual cada uno de ellos bebió —honrando la tradición militar birmana del thway thauk— prometiéndose "lealtad eterna» entre ellos y con la causa de la independencia birmana. Sus edades promediaban los 24 años.
Un oficial japonés llamado Suzuki Keiji, más conocido entre los birmanos por su seudónimo Bo Mogyo («Comandante del Rayo») jefe de una unidad de inteligencia especial llamada Minami Kikan (南機関?) formada para apoyar la revuelta nacional en Birmania, fue el mentor y entrenador principal de los Treinta Camaradas.

## Miembros
Los Treinta Camaradas, cada uno tomando un seudónimo, fueron:
| Núm. | Seudónimo      | Nombre real          | Notas |
| ---- | -------------- | -------------------- | --- |
| 1.   | Bo Teza        | Thakin Aung San      | Dirigente sénior, miembro fundador del Partido Comunista de Birmania (PCB) y líder del grupo enviado por thakin Kodaw Hmaing, llamado Bogyoke Aung San por el resto. Fue nombrado ministro de Guerra en 1944 antes de encabezar el Ejército Nacional de Birmania (ENB) en la resistencia contra los japoneses, cofundó la Liga por la Libertad Popular Antifascista (LLPAF). Fue asesinado junto con la mayoría de su gabinete el 19 de julio de 1947, a la edad de 32 años, meses antes de que Birmania obtuviera su independencia. |
| 2.   | Thakin Tun Oke | Thakin Tun Oke       | Dirigente sénior, líder de la facción "Ba Sein–Tun Oke" (socialistas) de Dobama Asiayone, se quedó en Japón y no participó de la formación militar en Hainan. |
| 3.   | Bo Let Ya      | Thakin Hla Pe        | Dirigente sénior, miembro fundador del PCB, devino en Comandante en Jefe del Ejército de Defensa de Birmania (EDB) con el general Aung San como ministro de Guerra durante la ocupación japonesa en 1944. Firmó el acuerdo Let Ya-Freeman en 1947 como un anexo al principal Tratado Nu-Attlee. Sirvió en el gobierno de la LLPAF del thakin Nu como vice primer ministro hasta 1952, siendo arrestado después del quiebre de las conversaciones de paz de 1963. Se incorporó al insurgente Partido de Democracia Parlamentaria (PDP) de U Nu en 1969, y fue muerto en acción por la Unión Nacional Karen (UNK) el 29 de noviembre de 1978. |
| 4.   | Bo Setkya      | Thakin Aung Than     | Dirigente sénior de la facción "Ba Sein–Tun Oke", se unió al Partido Socialista y sirvió en el gobierno de la LLPAF. Estuvo en la clandestinidad después del golpe de Estado de Ne Win en 1962, y resultó muerto poco antes de que U Nu llegara a Tailandia para formar el PDP. |
| 5.   | Bo Zeya        | Thakin Hla Maung     | Dirigente sénior, estudiante Dobama que se convirtió en líder socialista de la rebelión del Ejército de 1948, regresó de China para las conversaciones de paz de 1963 entre el gobierno de Ne Win y varios grupos insurgentes como jefe de la delegación del PCB. Resultó muerto en acción el 16 de abril de 1968. |
| 6.   | Bo Ne Win      | Thakin Shu Maung     | Dirigente sénior de la facción "Ba Sein–Tun Oke", se convirtió en Comandante en Jefe del Tatmadaw en 1949 tras la rebelión Karen y la remoción del general Smith Dun. Sustituyó a U Nu como gobernante en funciones después de la división de la LLPAF y los crecientes problemas con la insurgencia en 1958. Perpetró un golpe de Estado en 1962 y se convirtió en dictador militar de Birmania. |
| 7.   | Bo Yan Naing   | Thakin Tun Shein     | Dirigente, estudiante Dobama, héroe de la Batalla de Shwedaung en 1942, se unió al insurgente Partido Democracia Parlamentaria de Thakin Nu en 1969, regresando a Rangún después de la amnistía de 1980. |
| 8.   | Bo La Yaung    | Thakin Ba Gyan       | Dirigente, lideró la Organización Popular de Voluntarios (OPV, milicia formada por Aung San tras la disolución del ENB) en 1948, fue nombrado en 1958 en un cargo en el Ministerio de Comercio por el Partido del Programa Socialista de Birmania (PPSB) de Ne Win. |
| 9.   | Bo Hmu Aung    | Thakin San Hlaing    | Dirigente, lideró la OPV y sirvió como ministro de Defensa en el gobierno de U Nu. Intentó un golpe de Estado con Bo Min Gaung y fue arrestado tras el golpe de 1962. Una vez liberado en 1967, se unió al insurgente PDP de U Nu en Tailandia. Regresó a Rangún después de la amnistía de 1980, y formó con U Nu la Liga para la Democracia y Paz (LDP) durante la Revuelta de 1988. |
| 10.  | Bo Yan Aung    | Thakin Hla Myaing    | Dirigente, tercer miembro comunista del grupo y líder de la rebelión del Ejército de 1948, participó en las conversaciones de paz de 1963, fue asesinado en la purga del PCB el 26 de diciembre de 1967. |
| 11.  | Bo Moe         | Thakin Aye Maung     | |
| 12.  | Bo Min Gaung   | Thakin Saw Lwin      | Se unió al Partido Socialista, sirvió en el gobierno de U Nu, fue arrestado después de las fallidas conversaciones de paz de 1963. |
| 13.  | Bo Mya Din     | Thakin Than Tin      | También conocido como "Tharrawaddy" para distinguirlo del camarada número 29, Bo Than Tin. |
| 14.  | Bo Kyaw Zaw    | Thakin Shwe          | Se convirtió en dirigente del PCB pero decidió no unirse a la rebelión del Ejército en 1948, derrotó a la Organización de Defensa Nacional Karen (ODNK) en 1949 y condujo al Kuomintang fuera de Birmania en 1955. Forzado para retirarse del Tatmadaw en 1957, se postuló sin éxito al parlamento en 1960. Fue activista por la paz con Thakin Kodaw Hmaing durante las conversaciones de 1963. Exiliado a Yunnan, China, en 1988. |
| 15.  | Bo Ye Htut     | Thakin Aung Thein    | Un estudiante Dobama activista de la Unión Municipal de Estudiantes, que se convertiría en líder comunista de la rebelión del ejército de 1948, se rindió en 1963, y fue nombrado instructor en la escuela formativa del PPSB, siendo arrestado después del golpe de 1988. |
| 16.  | Bo Lin Yone    | Thakin Tun Shwe      | |
| 17.  | Bo Hpone Myint | Thakin Tin Aye       | |
| 18.  | Bo Myint Aung  | Thakin Soe           | No confundir con el líder Partido Comunista de Bandera Roja del mismo nombre; se suicidó en 1945. |
| 19.  | Bo Tauk Htain  | Thakin San Mya       | Arrestado en 1963 después de las fallidas conversaciones de paz. |
| 20.  | Bo Taya        | Thakin Khin Maung Oo | |
| 21.  | Bo Zinyaw      | Thakin Than Nyunt    | Estudiante Dobama |
| 22.  | Bo Nyana       | Thakin Maung Maung   | Estudiante Dobama |
| 23.  | Bo Bala        | Thakin Tun Lwin      | Arrestado en 1963 después de las fallidas conversaciones de paz. |
| 24.  | Bo Min Yaung   | Thakin Hla           | Estudiante Dobama |
| 25.  | Bo Myint Swe   | Thakin Tun Khin      | Perteneció a la facción "Ba Sein–Tun Oke" |
| 26.  | Bo Vio Aung    | Thakin Ngwe          | Perteneció a la facción "Ba Sein–Tun Oke". Muerto en batalla en 1942 en Birmania oriental. |
| 27.  | Bo Vio Naung   | Thakin Thit          | Perteneció a la facción "Ba Sein–Tun Oke" |
| 28.  | Bo Moe Nyo     | Thakin Kyaw Sein     | Perteneció a la facción "Ba Sein–Tun Oke" |
| 29.  | Bo Than Tin    | ThakinThan Tin       | Perteneció a la facción "Ba Sein–Tun Oke", sin formación en Hainan, muerto en Formosa. |
| 30.  | Bo Htein Win   | Saung                | Estudiante que residía en Japón, sin formación en Hainan, muerto de malaria en Tailandia. |

## Legado
Según el profesor en historia birmana, Gordon H. Luce, de la Universidad de Rangún, los Treinta Camaradas dirigidos por el generales Aung San ayudaron a establecer el denominado «Cuarto Estado» en la historia de Birmania, siendo el primero fundado por el rey Anawrahta (1044–1078), el segundo por el rey Tabinshwehti (1530–1550) y el tercero por el rey Alaungpaya (1752–1760).
El último superviviente de los Treinta Camaradas, Bo Ye Htut (número 15), murió el 28 de noviembre de 2013 a la edad de 92 años, después de Bo Kyaw Zaw (número 14), quien murió en Kunming el 10 de octubre de 2012.